# 北アルプス広域連合

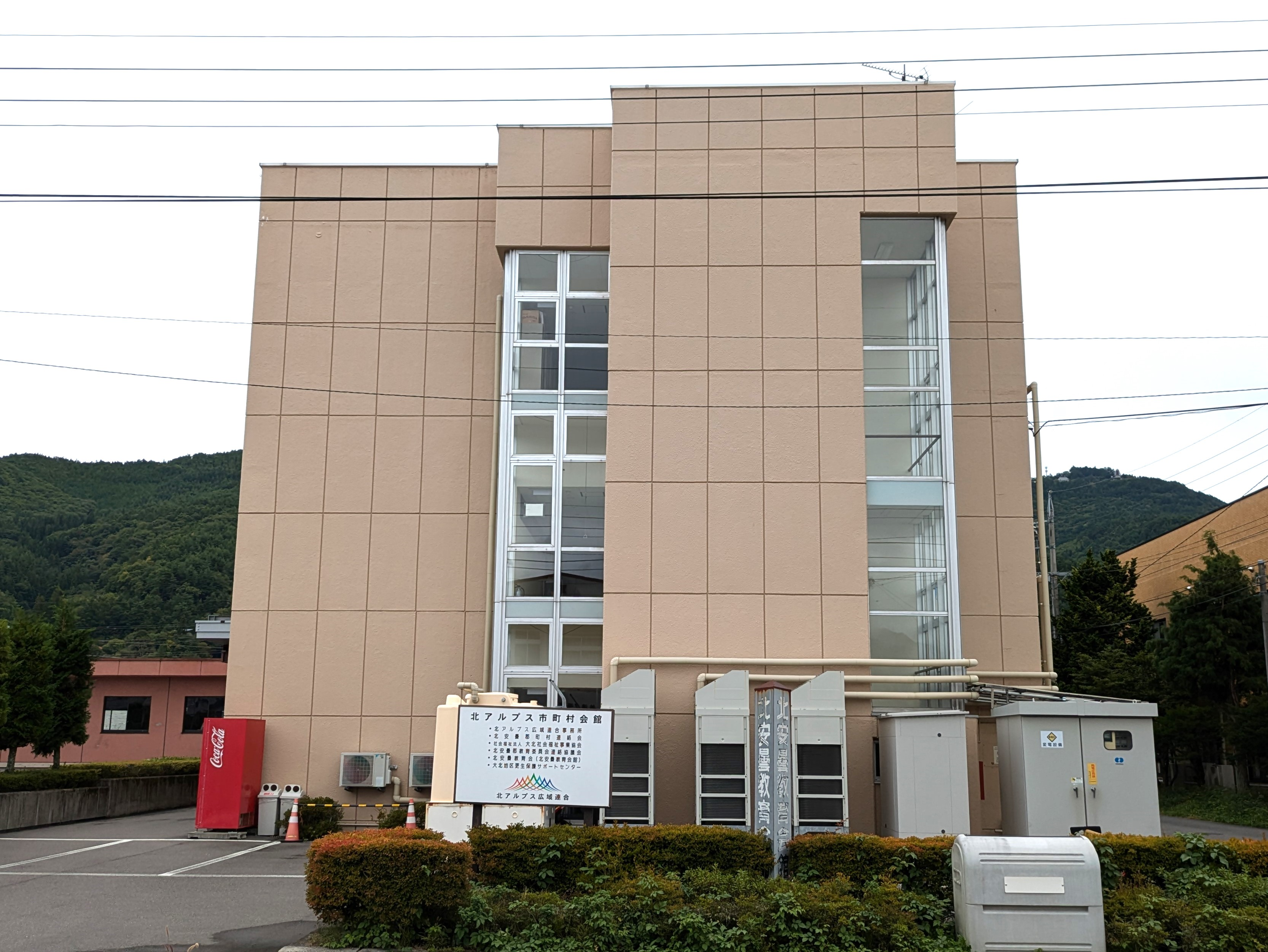
北アルプス広域連合事務局（北アルプス市町村会館）

北アルプス広域連合（きたアルプスこういきれんごう、英：North Alps wide area union）は長野県中信地方の北アルプス地域にある広域連合。構成市町村は大町市と北安曇郡池田町、松川村、白馬村、小谷村の1市1町3村である。

## 概要
定数18の北アルプス広域連合議会、北アルプス広域連合事務局などの組織がある。業務内容は介護、ごみ処理施設（北アルプスエコパーク）、消防業務、斎場（北アルプス広域葬祭場）などが行われている。

## 広域消防本部
北アルプス広域消防本部は北アルプス広域連合が運営する消防本部である。
- 消防本部所在地：長野県大町市大町4724-1
- 消防署

| 消防署                        | 住所                     |
| ----------------------------- | ------------------------ |
| 大町消防署 （大町市）         | 大町市大町4724-1         |
| 北部消防署 （白馬村・小谷村） | 白馬村北城9715-2         |
| 南部消防署 （池田町・松川村） | 松川村東松川東川原7179-3 |